# Masoveria de Can Bosc
La Masoveria de Can Bosc és una masia de Viladrau (Osona) inclosa a l'Inventari del Patrimoni Arquitectònic de Catalunya.

## Descripció

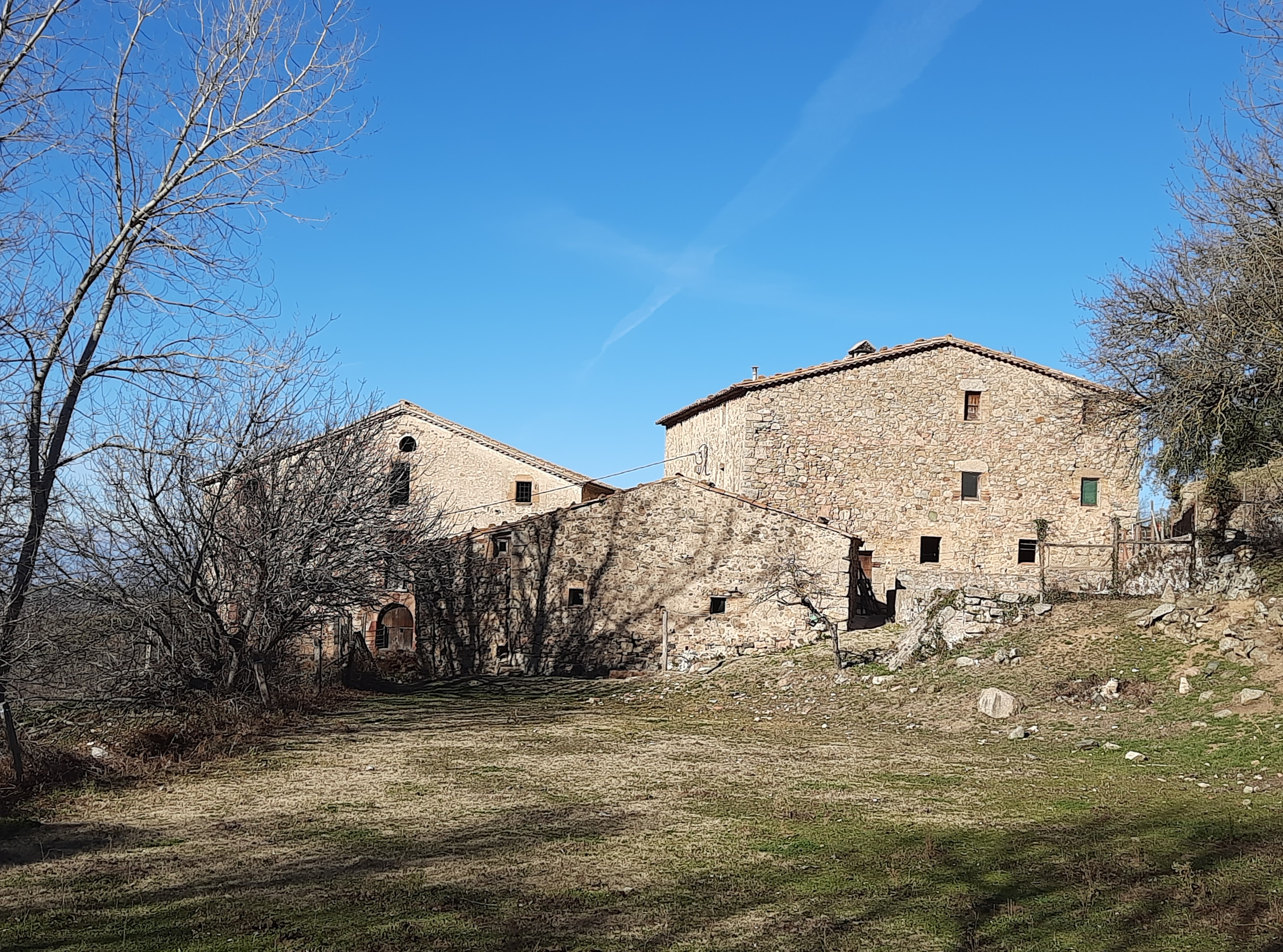
Masoveria a la dreta de la casa dels amos

Masia de planta quadrada (12x11) coberta a dues vessants amb el carener paral·lel a la façana situada a llevant. Consta de planta i dos pisos. La façana principal, adossada parcialment al pendent del terreny donant a peu de primer pis presenta un portal rectangular d'arc escarser de totxo i una finestra a la planta, i una finestreta al primer pis. La façana S presenta un portal amb emmarcament de granit i dues finestres emmarcades de totxo a la planta; dues finestres al primer pis, i dues més al segon. La façana O presenta dues espieres als baixos, tres finestres a la planta, dues de les quals presenten forjat, llinda de fusta i un triangle de descàrrega fet amb dos totxos; al primer pis presenta tres finestres amb llinda de gres i quadrants de totxo, i al segon pis dues més. La façana N presenta un cos petit adossat al primer pis (planta) i finestretes al segon pis.

## Història
Masia del segle xviii relacionada amb l'antic mas Can Bosc que probablement formava part dels 82 masos que existien en el municipi pels volts de 1340, segons consta en els documents de l'època. El trobem registrat en els fogatges de la "Parròquia i terme de Viladrau fogajat a 6 de octubre 1553 per Joan Masmiguell balle com apar en cartes 230", juntament amb altres 32 que continuaven habitats després del període de pestes, on consta un tal "Miguell Bosch". Els actuals propietaris no mantenen la cognominació d'origen.